# Gilbert de Clare, VII conde de Hertford
Gilbert de Clare, VIII conde de Gloucester y VII conde de Hertford (c. 10 de mayo de 1291 – 24 de junio de 1314) fue un noble y comandante inglés que participó en las Guerras escocesas. A diferencia de otros coetáneos suyos, estuvo más centrado en la guerra externa que en los conflictos políticos domésticos. Era hijo de Gilbert de Clare, VII conde de Gloucester, y Juana de Acre, hija de Eduardo I. Su padre falleció cuando su hijo tenía sólo cuatro años, y el joven Gilbert recibió los condados a los dieciséis años. Casi inmediatamente tuvo que dedicarse a defender la frontera del norte, pero más tarde se vio arrastrado a las luchas entre Eduardo II y algunos de sus barones. Fue uno de los Lores de las Ordenanzas que ordenaronó la expulsión del favorito real Piers Gaveston en 1311. Cuando Gaveston fue asesinado a su regreso en 1312, Gloucester ayudó a negociar un acuerdo entre sus asesinos y el rey.
Siendo uno de los más poderosos seguidores de Eduardo, acompañó al rey a Escocia en 1314, cuando muchos otro nobles se habían negado. Murió en la Batalla de Bannockburn el 24 de junio, en circunstancias poco claras. Gloucester fue la baja más destacada de la batalla, que concluyó en una humillante derrota para los ingleses. Al no tener descendientes, su muerte marcó el fin de la prominente familia de Clare. Sus propiedades fueron repartidas entre sus tres hermanas, una de las cuales estaba casada con el nuevo favorito del rey, Hugh Despenser el Joven. La despiadada expansión de Despenser del señoríoGlamorgan de los de Clare en Gales creó problemas más adelante, incluyendo una rebelión en las Marcas galesas, la derrota del Conde de Lancaster en la Batalla de Boroughbridge, y finalmente la deposición del rey por Roger Mortimer y la Reina Isabel en 1326.

## Contexto familiar y primeros años
Gilbert de Clare era hijo de Gilbert de Clare, VII conde de Gloucester – conocido como Gilbert 'el Rojo'– que se había casado en 1290 con Juana de Acre, hija de Eduardo I. Como condición para el matrimonio, el conde tuvo que entregar todas sus tierras al rey, que se las entregó de vuelta a él y a su esposa de manera vitalicia. Esta concesión fue realizada a condición de que las tierras pasarían a los hijos de la pareja, pero si  no tenían hijos, serían heredados por los hijos que tuviera Juan en matrimonios posteriores. Gilbert nació al año siguiente, alrededor del 10 de mayo de 1291, asegurando la herencia para la familia de Clare, pero su padre murió sólo cuatro años más tarde, el 7 de diciembre de 1295, cuando el chico era aún un menor. Por el enfeudamiento acordado, Juana mantuvo la custodia de las tierras familiares, e hizo homenaje al rey el 20 de enero del año siguiente.
En 1297, Juana se casó en secreto con Ralph de Monthermer, un caballero que formaba parte de la herencia del difunto conde. Esto encolerizó a Eduardo, que tenía otros planes para Juana. El rey encarceló a Monthermer, pero posteriormente recapacitó y sancionó el matrimonio. Debido al acuerdo anterior, Juana se titulaba condesa y su nuevo marido pasó a ser Conde de Gloucester y Hertford. No obstante, esto sólo se mantuvo hasta la muerte de Juana, que murió en 1307. Pocos meses después, Gilbert recibió su herencia y en marzo de 1308 fue nombrado Conde de Gloucester y Hertford, a los dieciséis años. El nombramiento fue realizado por Eduardo II, que había sucedido a su padre Eduardo I en julio de 1307. Se creyó durante un tiempo que Eduardo y Gilbert habían sido educados juntos, pero esto se debe a una confusión con otra persona del mismo nombre. Este otro Gilbert de Clare, más cercano al rey en edad, era de hecho primo del conde, e hijo de Thomas de Clare, Señor de Thomond.

## Primeros servicios bajo Eduardo II

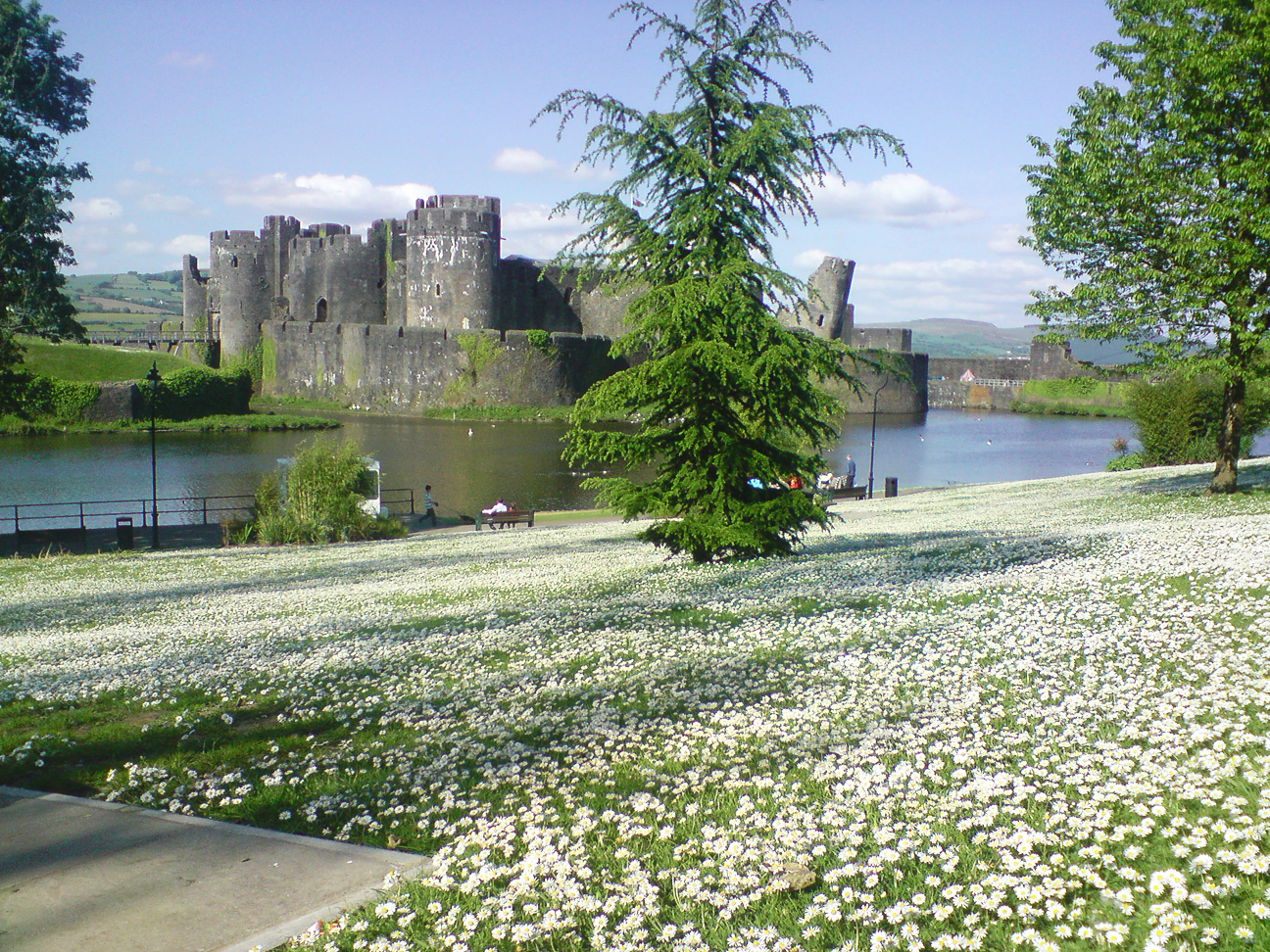
Caerphilly Castle en las Marcas galesas, principal residencia de Gloucester, construido por su padre, Gilbert 'el Rojo'.

Los primeros años de Gilbert como conde discurrieron envueltos en las Guerras escocesas. Gilbert no tenía especial interés en la región, pero las Marcas galesas, que es donde se situaba la mayor parte de sus propiedades, estaban muy pacificadas en la época y Escocia parecía una buena oportunidad para lograr recompensas y gloria militar. Casi desde el principio se le confiaron importante misiones en la frontera norte, donde sirvió como Guardián de Escocia de 1308 a 1309, y como capitán de Escocia y de las marcas del norte en 1309. Dirigió una expedición para aliviar el castillo de Rutherglen en diciembre de 1308. Sin embargo, Eduardo II carecía de la misma intensidad en la guerra que la que había mostrado su padre. La negligencia del nuevo rey permitió a Robert Bruce recuperar la iniciativa en la guerra.
Esta situación causó frustración entre la nobleza inglesa. Además del asunto escocés, los nobles estaban descontentos por el tratamiento del rey hacia su favorito, Piers Gaveston. La promoción de Gaveston desde sus oscuros orígenes hasta su título de Conde de Cornualles, junto con su arrogancia, provocó el resentimiento de la nobleza. Gloucester no fue inicialmente hostil a Gaveston, que se había casado con su hermana Margaret en octubre de 1307. No obstante, compartía la frustración del resto de condes en relación con la falta de iniciativa del rey en Escocia. En 1308, por tanto, Gloucester estaba entre los condes que reclamaron el exilio de Gaveston, lo que el rey se vio obligado a conceder. Después de esto, parece haberse reconciliado con el rey, y en 1309  actúe como mediador cuando los condes aceptaron el regreso de Gaveston. Las relaciones entre el rey y la nobleza se deterioraron aún mástras el regreso de Gaveston. En 1310, un grupo que se autodenominaba Lores de las Ordenanzas, fue convocado para redactar las Ordenanzas de 1311, un conjunto de restricciones al gobierno de Eduardo II, incluyendo un nuevo exilio para Gaveston. Gloucester, que era partidario del rey, no se contaba entre los Lores, pero fue incluido el 4 de marzo de 1311, a la muerte del Conde de Lincoln.

## Escalada del conflicto nacional
Pese a su participación en el movimiento baronal de reforma, Gloucester aún conservaba la confianza del rey. Él, Gaveston y el Conde de Warenne fueron los únicos condes en acompañar al rey a Escocia en 1310–11. En marzo de 1311, mientras aún se trabajaba en las Ordenanzas, Gloucester fue nombrado guardián del reino mientras el rey estaba en Escocia. Hay señales de que pudo haber chocado con Thomas, Conde de Lancaster – que en estos momentos lideraba la oposición al rey – por una pelea entre dos de su respectivos vasallos. Cuando Gaveston regresó nuevamente del exilio, Gloucester, sin embargo, se unió a la oposición baronal. Los condes dividieron el país en diferentes sectores para su defensa y a Gloucester le correspondió el sur. En junio de 1312, Gaveston fue capturado por Guy de Beauchamp, Conde de Warwick, aliado de Lancaster. Aymer de Valence, conde de Pembroke, que era el encargo de custoridar a Gaveston y había garantizado su seguridad al rey, solicitó ayuda a Gloucester, como familiar de Gaveston. Gloucester, sin embargo, se negó a colaborar, y Gaveston fue asesinado. Este acto puso al país al borde de guerra civil, y Gloucester era uno de los pocos hombres que aún contaba con suficiente confianza de ambos bandos como para poder ejercer de mediador en el conflicto. En los meses siguientes, estuvo entre los negociadores principales que intentaban lograr un acuerdo entre el rey y los asesinos de Gaveston, lo que se logró, al menos temporalmente.
Gloucester permaneció en el círculo de confianza del rey durante los siguientes meses. En el verano de 1313, fue nuevamente guardián del reino mientras el rey estaba en Francia, y en febrero de 1314, fue enviado a Francia en misión diplomática para tratar el tema de Gascuña. El problema más grande para Inglaterra, sin embargo, continuaba siendo la situación de Escocia  y la resurgencia de Robert Bruce. En el verano de 1314, Eduardo decidió acabar con el asunto escocés militarmente. El objetivo era para proteger a la guarnición militar de Stirling Castle de un ataque de Bruce. La campaña estuvo lastrada por la ausencia de algunos de los magnates más importantes del reino como Lancaster y Warwick. No obstante, numerosos nobles acompañaron al rey en su campaña, incluyendo Humphrey de Bohun, Conde de Hereford, Pembroke y Gloucester. Estos hombres eran valiosos para el rey por su capacidad de reclutar grandes tropas  números grandes de tropas de su dominions en los March galeses. El 23 de junio de 1314, el ejército real había pasado Falkirk y era dentro unas cuantas millas de Stirling. había, aun así, señales de conflictos entre los condes de Gloucester y Hereford. Gloucester Había sido dado la orden del inglés vanguard, una posición  haya ganado a través de su lealtad al rey. Aun así Hereford, quién había sido colocado bajo Gloucester  orden, creyó la orden perteneció a él, en su capacidad de Constable hereditario de Inglaterra.

## Muerte en Bannockburn

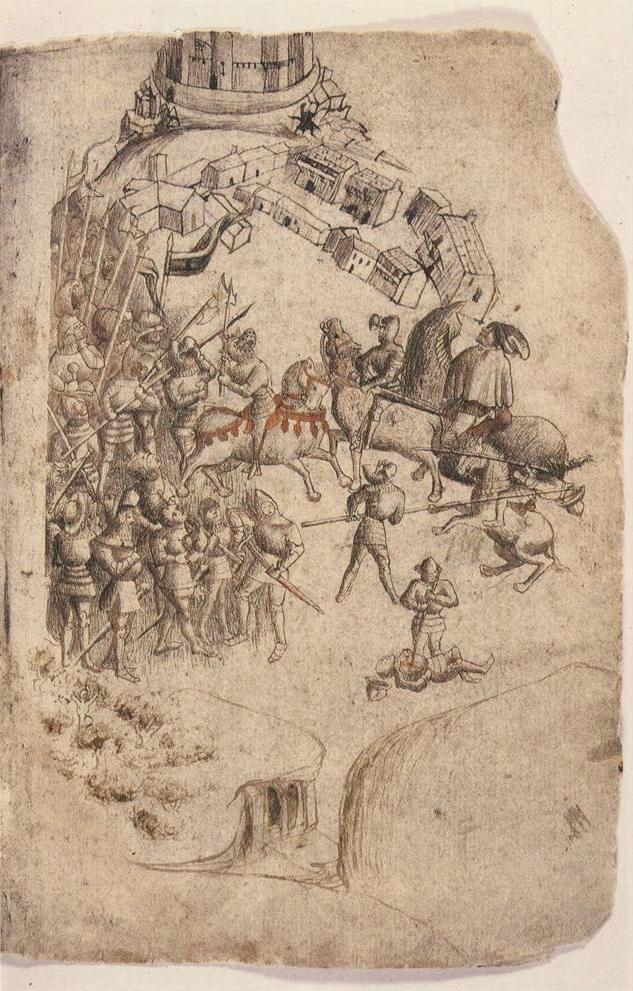
La derrota inglesa en la Batalla de Bannockburn marcó un punto de inflexión en las Guerras escocesas.

Gloucester participó en una pequeña escaramuza con los escoceses el 23 de junio, el día antes la batalla principal. Mientras el rey consideraba si acampar para la noche o atacar inmediatamente a los escoceses, Gloucester y Hereford– bien por insubordinación o error– cargaron directamente contra el lugar llamado New Park, donde estaban acampados los escoceses. Los ingleses se vieron en dificultades inmediatamente y el primo de Hereford Henry de Bohun murió a manos de Robert Bruce. Es posible que Gloucester cayera de su caballo durante la retirada, pero resultó ileso. Al día siguiente los ingleses aún no tenían completamente claro las acciones a tomar. Mientras Gloucester apoyaba la opiniones de otros capitanes veteranos, recomendando a Eduardo que evitara combatir ese día, los más jóvenes que rodeaban al rey consideraban este movimiento letárgico y cobarde, y aconsejaban atacar. Según la Vita Edwardi, cuándo Eduardo se enojó y acusó a Gloucester de traición, el conde replicó enérgicamente que había probado su lealtad en el campo de batalla.
El relato más detallado de la muerte del Conde de Gloucester en la Batalla de Bannockburn es la crónica Vita Edwardi Secundi. Este relato está escrito como un cuento moral, resaltando el heroísmo del conde y la conducta cobarde de sus compañeros. Por esta razón, su exactitud histórica tiene que ser tomada con cierta cautela. Según algunos relatos, Gloucester se lanzó a la batalla en busca de gloria, y cayó víctima de su propia estupidez. La Vita, sin embargo, afirma que cuando el conde se lanzó contra los escoceses, fue derribado de su caballo, y muerto cuando sus propios hombres no acudieron en su ayuda. Es probable igualmente que las disputas entre Gloucester y Hereford por el mando podrían haber contribuido a la situación caótica. Según un relato, Gloucester se lanzó a la batalla distintivo, exponiéndose a los soldados escoceses, que de otra forma habrían respetado su vida para intentar asegurar un rescate.
Tras la muerte de Gloucester, comenzó la desbandadas inglesa y la batalla concluyó con una contundente victoria escocesa y una humillante retirada inglesa. Gloucester, por su linaje y sus propiedades, fue la baja más importante de las que se produjeron ese día. Robert Bruce lloró su muerte y veló el cuerpo del conde en una iglesia local. Más tarde, permitió su envío a Inglaterra, donde el conde fue enterrado en laabadía de Tewkesbury, al lado derecho de su padre.

## Dispersión de la herencia y consecuencias
La importancia política de Gloucester no acabó con su muerte; su desaparición de la escena política tuvo consecuencias inmediatas. En su señorío galés de Glamorgan, la incertidumbre causada por su muerte llevó a una breve rebelión en 1316. En Irlanda, donde también poseía grandes extensiones, el vacío de poder creado a su muerte facilitó la invasión de Irlanda de 1315 liderada por Edward Bruce, hermano de Robert. La consecuencia más trascendente, sin embargo, fue la disgregación de las propiedades de la familia de Clare. En 1308, Gilbert de Clare se había con Maud (o Mathilde) de Burgh, hija de Richard de Burgh, Conde de Úlster. No tuvieron descendientes, así que su muerte marcó el fin de la poderosa familia de Clare. Las tierras familiares tenían un valor de £6,000, únicamente por debajo de las del Conde de Lancaster.
Las tierras regresaron a poder del rey mientras se resolvía el asunto de la herencia. Según la ley, de 1290, las tierras sólo podrían ser heredadas por descendientes directos del séptimo conde y Juana de Acre. Maud consiguió aplazar los procedimientos afirmando estar embarazada, pero en 1316 se vio claramente que no era el caso. Las hermanas del difunto conde, Leonor, Margarita (viuda después de la muerte de Gaveston) y Elizabeth estaban casadas con favoritos del rey: Hugh Despenser el Joven, Hugh de Audley y Roger d'Amory respectivamente. La herencia fue repartida a partes iguales entre ellas, pero Despenser recibió todo el señorío de Glamorgan en Gales, el más importante entre las tierras de Clare.
No contento con su parte, Despenser utilizó su relación con el rey para reclamar tierras de otros Lores de las Marcas. Esto ocasionó resentimiento entre hombres tales como Hereford y Roger Mortimer, que se sublevó en 1321. El levantamiento fue aplastado, pero la resistencia continuó con el apoyo de Thomas de Lancaster, que fue derrotado en la Batalla de Boroughbridge en 1322, y ejecutado. A pesar de que esta victoria aseguró temporalmente la posición de Eduardo, fue finalmente depuesto en 1326 por Roger Mortimer, con la ayuda de la mujer del rey, Isabel de Francia. El título de Conde de Gloucester fue recreado por el hijo de Eduardo II, Eduardo III en 1337, para Hugh de Audley.